# Carte de vizită

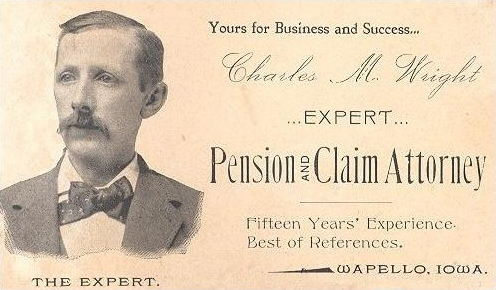
Carte de vizită de la sfârșitul secolului al XIX-lea

O carte de vizită este un document de format mic, imprimat de obicei pe carton subțire, de formă dreptunghiulară și alb, care prezintă datele personale (nume, prenume, profesie, număr de telefon, adresă poștală și electronică) ale titularului, care îl distribuie persoanelor pe care dorește să le poată contacta cu ușurință.
Instrument de comunicare apărut în Europa încă din secolul al XVII-lea, utilizarea sa este în prezent universală. 
Astăzi, cartea de vizită este folosită mai ales într-un cadru profesional. Prezintă logo-ul și numele companiei titularului său, precum și funcția ocupată de acesta în cadrul companiei. În acest sens, este mai aproape de termenul englezesc business card.
Pentru directori și manageri și, în general, pentru persoanele care reprezintă o companie și produsele acesteia, cartea de vizită este un instrument esențial de comunicare. Cartea de vizită are din ce în ce mai multe informații, în special pe partea din spate, în timp ce multă vreme a fost tipărită numai partea frontală.
Cartea de vizită trebuie totuși să respecte regulile de lizibilitate, să rămână sobră și să fie făcută pe un suport clar și nu lucios (pentru a se putea scrie pe ea, de la caz la caz, informații suplimentare). Se presupune că ea reprezintă imaginea titularului sau a companiei sale. Formatele unei cărți de vizită nu sunt standardizate, însă este de preferat ca acestea să le permită depozitarea într-un portofel sau într-un etui special. 
Din nou la modă în țările anglo-saxone, cărțile de vizită cu fotografie au avantajul de a identifica vizual persoana al cărei nume îl poartă. Acest tip pune mai mult accent pe persoana fizică, decât pe persoana juridică identificată de obicei printr-un logo.

## Dimensiuni
Formatul tradițional al cărților de vizită era 126 × 80 mm, numit „format 30” sau „format poștal”. Cel mai frecvent format folosit astăzi este de ordinul 85 × 55 mm. Cardurile bancare au adoptat un format de 85,6 × 53,98 mm, puțin diferit de formatul cărților de vizită. Mărimea cărților de vizită din Statele Unite diferă ușor din cauza folosirii sistemului anglo-saxon de unități, fiind de 3,5 × 2 inch (aproximativ 89 × 51 mm).

## Imagini

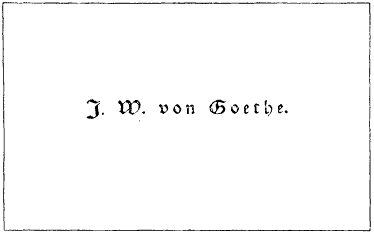
Carte de vizită a lui Johann Wolfgang von Goethe
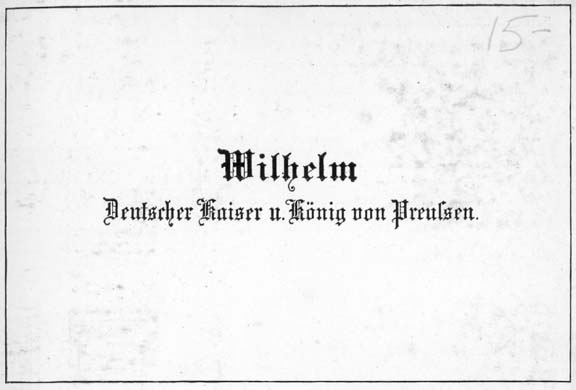
Carte de vizită a Kaiserului Wilhelm al II-lea
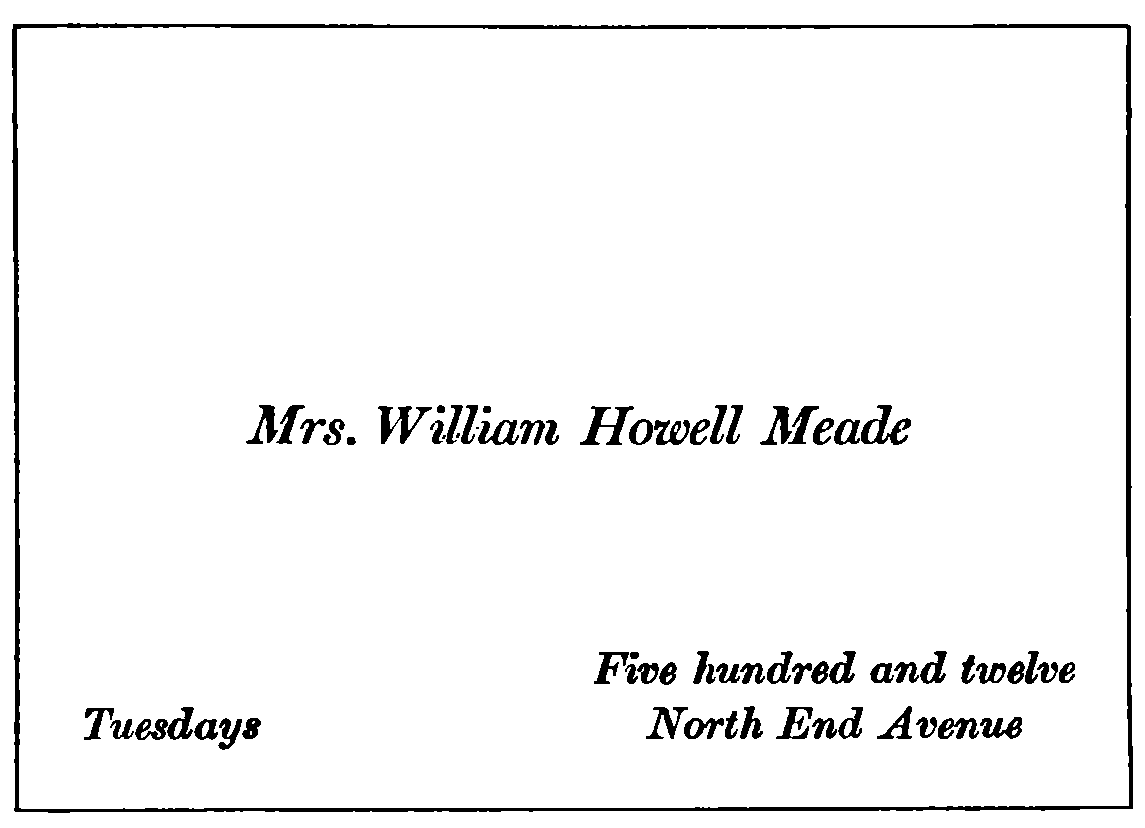
Carte de vizită a unei doamne din înalta societate
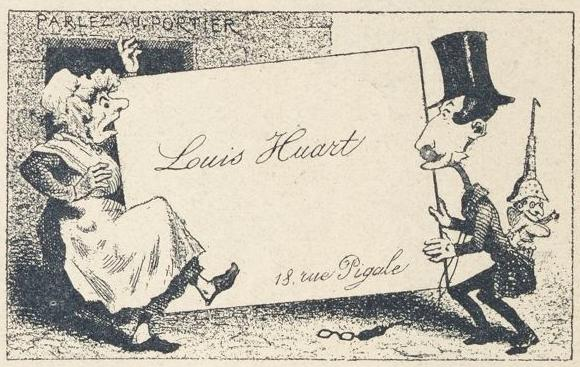
Carte de vizită a caricaturistului Louis Adrien Huart
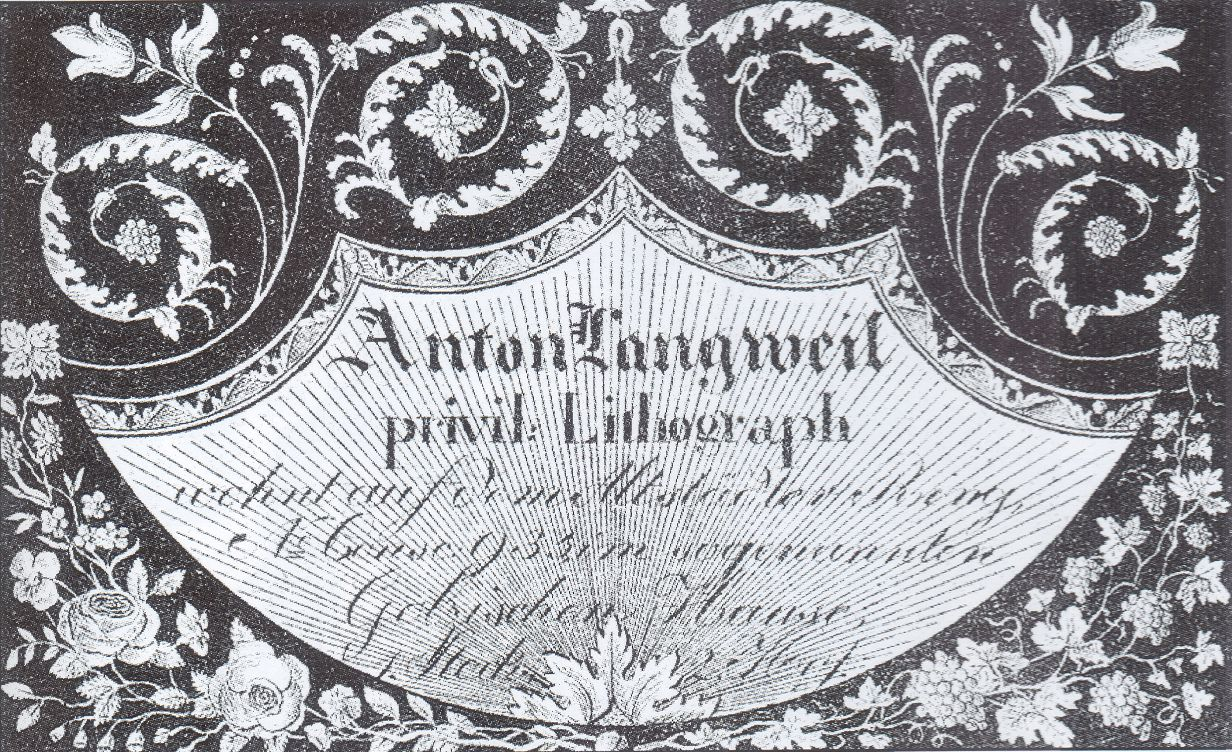
Carte de vizită a lui Antonín Langweil

## Vezi și
- Meishi